# Kuvera transversa
Kuvera transversa är en insektsart som beskrevs av Tsaur 1991. Kuvera transversa ingår i släktet Kuvera och familjen kilstritar. Inga underarter finns listade i Catalogue of Life.